# دفینه (حقوق)
دفینه اصطلاحی فقهی حقوقی است که یک باب از اسباب تملک را در قانون مدنی به خود اختصاص داده‌است.

## تعریف

### در قانون
قانونگذار در ماده ۱۷۳ قانون مدنی دفینه را چنین تعریف می‌کند:
دفینه مالی است که در زمین یا بنایی دفن شده و بر حسب اتفاق و تصادف پیدا می‌شود.

### اشکالات تعریف
محمدجعفر جعفری لنگرودی دفینه را مال مدفون در زیر خاک یا هر موضع دیگری می‌داند چه کسی آن را مدفون کرده باشد چه نکرده باشد، بنابر این مرواید در شکم ماهی نیز دفینه محسوب می‌شود. ناصر کاتوزیان نیز قید «بر حسب اتفاق و تصادف» را از عناصر تعریف ندانسته و آن را فقط در تشخیص دفینه مؤثر می‌داند. به عنوان مثال مالی را که کارگر با حفاری کردن و به قصد یافتنِ آن پیدا کند، متعلق به یابنده (کارفرما نه کارگر) می‌باشد و حکم دفینه را دارد.

### منبع قانون
نویسنده قانون مدنی، مواد باب دفینه را ضمن توجه به ماده ۷۱۶ قانون مدنی فرانسه، از فقه گرفته‌است.